# Malato deshidrogenasa (NADP+)
La enzima Malato deshidrogenasa (NADP+) EC 1.1.1.82 cataliza la reacción de oxidación del (S)-malato a oxaloacetato utilizando NADP+ como aceptor de electrones.
S-malato + NADP+ {\displaystyle \rightleftharpoons } oxaloacetato + NADPH
Esta enzima es activada por la luz, se encuentra en los cloroplastos de las plantas y es esencial para la fotosíntesis universal C3, ciclo de Calvin, y para la ruta C4 más especializada.
Se cree que la regulación por luz está mediada en vivo por la reducción catalizada de la tioredoxina y la reoxidación de los residuos de cisteína. Las velocidades de activación y desactivación de la enzima están fuertemente influenciadas por las coenzimas que determinan el alcance de activación in vivo. 